# Conrado Pérez (político)
Conrado Antonio Pérez Linares (24 de mayo de 1982) es un político venezolano, actualmente diputado a la Asamblea Nacional.

## Carrera política

### Candidatura al concejo municipal y gobernación
Conrado Pérez estudió medicina veterinaria en la Universidad Centroccidental Lisandro Alvarado, en el estado Lara, y militó en la juventud del partido Acción Democrática, aunque no activamente. Posteriormente empezó a participar en Primero Justicia, donde se postuló como precandidato a concejal del municipio Valera a mediados de 2013, sin ser electo. Durante el período del alcalde opositor José Karkom, entre 2014 y 2017, ocupó el cargo como director del departamento de Fiscalización y Licores.
En 2017 Pérez se postuló a la precandidatura para la gobernación del estado Trujillo en un escenario de acusaciones por traicionar pactos dentro del partido, principalmente en contra de Marcos Montilla, en ese momento alcalde de San Rafael de Carvajal, y su excoordinador de campaña, a quien había prometido apoyar en sus aspiraciones a la silla regional y acusó por casos de corrupción. Pérez se proclamó como precandidato y fue derrotado por Carlos Andrés González, quien finalmente se postuló contra Henry Rangel Silva, gobernador de Trujillo entre 2012-2021. También se desempeñó como coordinador municipal del partido y como vicepresidente de la comisión de contraloría para el periodo 2018-2019.

### Asamblea Nacional 2016-2021
En febrero de 2015 renunció para postularse a las elecciones parlamentarias, donde pasó por procesos de precandidatura en Primero Justicia y más adelante en la coalición opositora de la Mesa de la Unidad Democrática (MUD), donde hubo conflictos internos por la manera de seleccionar a los candidatos, e incluso por acusaciones de compras de votos, pero sin que se llegase a denunciar. Pérez venció a Joaquín Aguilar y a Emilio Fajardo para postularse como candidato al circuito 2 del estado Trujillo en representación de los municipios Valera, Escuque, San Rafael de Carvajal, Urdaneta y Motatán. Conrado fue elegido por Trujillo con el 56,71% de los votos contra el candidato Rafael Uzcátegui del Partido Socialista Unido de Venezuela (PSUV) para el periodo 2016-2021.
A mediados de 2016, después de que se registraran varios hechos violentos a nivel nacional contra dirigentes de oposición que promovían el revocatorio de Nicolás Maduro, Conrado denunció denunció que un grupo de personas incendió su automóvil durante un acto en el estado Trujillo para promover el referendo revocatorio en contra de Maduro. Pérez responsabilizó al gobernador Henry Rangel Silva, señalando que el acto fue cometido por colectivos.
El 17 de diciembre de 2019, la Asamblea Nacional aprobó la modificación del Reglamento de Interior y Debate, específicamente en los numeral 4, artículo 13 y los artículos 43 y 56, de manera que los diputados que se encuentraran exiliados pudieran votar desde su país de residencia. Los diputados del Partido Socialista Unido de Venezuela se retiraron de la sesión y no votaron, siendo acompañados por los diputados opositores hasta ese momento: José Brito, Conrado Pérez y Luis Parra. La propuesta fue aprobada por 93 diputados. El 5 de enero de 2020 acompañado con los llamados diputados del grupo de la Operación Alacrán y diputados oficialistas (PSUV) presentaron una propuesta alternativa para la directiva de la AN compuesta por Luis Parra (Presidente), Franklyn Duarte (1° Vicepresidencia), José Gregorio Noriega (2° Vicepresidencia) y Negal Morales (Secretaría General) contrario a la directiva de Juan Guaidó, provocando la división de la unidad opositora. 

### Operación Alacrán
El 1 de diciembre de 2019, el portal Armando.info publicó una investigación en la que concluye que nueve parlamentarios habrían mediado a favor de dos empresarios vinculados al gobierno. Luego de la difusión de la investigación, los diputados Luis Parra, José Brito, Conrado Pérez y José Gregorio Noriega fueron suspendidos y expulsados de Primero Justicia y Voluntad Popular. El 3 de diciembre, Conrado Pérez reconoció haber firmado un expediente de la empresa Salva Foods, pero aseguró que no conoce al empresario Alex Saab y que la única vinculación que tuvo con él fue cuando lo citaron a la Comisión de Contraloría, a la cual asistieron solamente sus abogados, resaltando que “nosotros no estamos dando cartas de buena conducta al ciudadano Alex Saab”, poniendo su cargo a la orden para que investigaran su gestión.
A raíz de la acusación, algunos partidos decidieron realizar investigaciones internas, como el Comité de Conflictos de Voluntad Popular. El 20 de diciembre, la Asamblea Nacional señaló que los legisladores involucrados eran los diputados principales Luis Parra, José Brito, José Gregorio Noriega, Adolfo Superlano y Conrado Pérez, y los diputados suplentes Leandro Domínguez y Jesús Gabriel Peña.
estos parlamentarios también fueron señalados por varios periodistas venezolanos por realizar operaciones de extorsión a empresas o personalidades investigadas desde la Comisión de Contraloría de la Asamblea Nacional, la misma que presidía de forma interina Conrado Pérez Linares. El modus operandi, asesorado por Conrado Pérez Briceño, padre de Pérez Linares, era solicitar una fuerte cantidad de dólares a cambio de no se incluidos en la lista de sancionados de Estados Unidos.
A principio de 2020 Conrado Pérez junto a Luis Parra y José Brito participaron en el asalto que los diputados del Psuv realizaron del Palacio Legislativo, en donde actuaron a favor de los diputados afectos al Gobierno nacional para impedir que Juan Guaidó y los demás diputados de partidos de la oposición ingresar al hemiciclo para realizar el protocolo de selección y juramentación de una nueva directiva de la Asamblea Nacional.
En 2020, José Brito y Conrado Pérez introdujeron un recurso de amparo ante el Tribunal Supremo de Justicia contra la directiva de Primero Justicia después después de haber sido expulsados del partido, exigiendo que se les “restituyeran sus derechos” dentro de la organización política, pero también que se nombrara a una nueva directiva “que esté en Venezuela” y se convocaran a elecciones dentro del partido.
El 13 de enero del mismo año el Departamento de Tesoro de Estados Unidos sancionó a siete diputados por su participación en el intento de juramentar a una junta directiva parlamentaria paralela, incluyendo a Conrado Pérez.
El 19 de noviembre de 2023 abogados españoles demandaron a diputados "ALACRANES" por legitimación de capitales en Venezuela acusados de formar parte de la trama de corrupción de Alex Saab y Carlos Liscano sobre la importación de alimentos Clap. entre los acusados está Conrado Pérez, «Tanto las empresas como los diputados relacionados, intentaron utilizar a abogados honestos, para que bajo engaños liberasen las cuentas bancarias y legitimasen no sólo a las empresas sino también los contratos que celebraron y que se caracterizan por ser actos de corrupción e ilegitimidad contra el Patrimonio Público de Venezuela», dice el documento presentado en la Fiscalía de delitos económicos de Madrid.

## Vida personal
Pérez vive en el municipio Valera, en la urbanización San Isidro. Ha tenido dos parejas sentimentales y es padre de dos niños. Hasta 2018, según sus compañeros del partido, vivía de la comercialización de quesos. Distribuía a vendedores minoristas en Valera y confesaba no tener cómo viajar a Caracas para sesionar en la Asamblea Nacional, ya que sus ingresos no eran suficientes para cubrir sus viáticos. Los diputados Joaquín Aguilar y Emilio Fajardo han declarado que más adelante Pérez cambió drásticamente su modo de vida, incluso con compras de vehículos e inmuebles. Su padre Conrado Pérez Linares figura en la lista de rectores suplentes del actual Consejo Nacional Electoral, conocido por arremeter verbalmente contra los periodistas que han divulgado información de los actos irregulares de su hijo.